# الزراعة في كندا

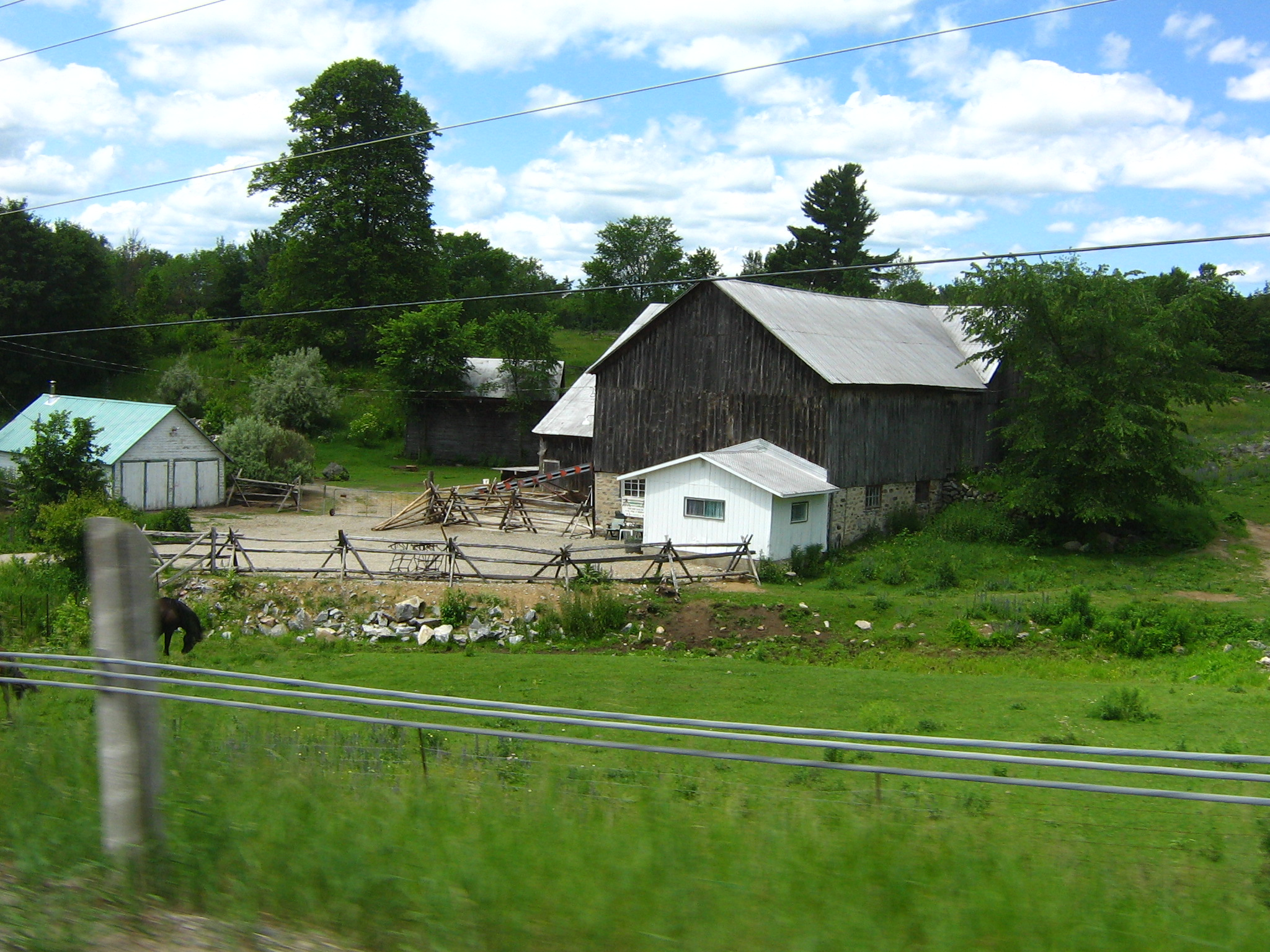

كندا هي واحدة من أكبر المنتجين والمصدرين للمنتجات الزراعية في العالم. كما هو الحال مع غيرها من الدول المتقدمة، على الرغم من انخفاض نسبة الأيدي العاملة والناتج المحلي الإجمالي المخصص للزراعة بشكل كبير خلال القرن 20؛ لكن لا تزال الزراعة تشكل عنصرا هاما في الاقتصاد الكندي.
يمارس الزراعة مجموعة واسعة من السكان في كندا ، و تتنوع من حقول القمح الشاسعة ومن السهول إلى إنتاج الصيف في وادي أوكاناغان. في الحكومة الاتحادية. يتولى مشؤولية الزراعة في كندا وزارة الزراعة والأغذية الزراعية.

## المنتجات الزراعية الرئيسة
تؤثر عدة عوامل على الخصائص الاجتماعية الاقتصادية للزراعة الكندية. شمل التعداد الزراعي لعام 2006 سبعة جوانب: كمية المزارع ونوعها، والجغرافيا الحيوية (مناطق استخدام المحاصيل والأراضي)، وممارسات إدارة الأراضي، والهندسة الزراعية (المكننة الزراعية والمعدات الزراعية)، ورأس المال الزراعي، ونفقات المزرعة وإيراداتها، والأضرار المتعلقة بالمزرعة.
في بدايات القرن الواحد والعشرين، كان علماء الزراعة الكنديون على دراية بنحو 48 محصولًا أساسيًا من حبوب وخضروات وفاكهة تبعًا للمساحة المزروعة والقيمة. في عام 2007، انقسم الاتحاد الكندي للزراعة إلى خمس قطاعات إنتاج رئيسة تبعًا لقيمة الإيرادات هي:
1. الحبوب والبذور الزيتية: 34%.[4]
2. اللحوم الحمراء - حيوانات الماشية: 24%.[5]
3. منتجات الألبان: 12%.
4. الخضروات والفواكه: 9%.
5. الدواجن والبيض: 8%.

### الحبوب والبذور الزيتية
في عام 1925، أنتجت مقاطعة ساسكاتشوان أكثر من نصف إنتاج البلاد من القمح (6,500,000 طن). من المحاصيل الأخرى التي تزرع على نحو واسع السلجم والبرسيم والشعير والكانولا والكتان والشيلم والشوفان.
القمح هو غذاء رئيس في كندا. حُسِّنَت أصناف من القمح في بدايات القرن العشرين لمساعدة مزارعي الكفاف في الحصول على محصول وفير في موسم نمو قصير. كان «ريد فايف» (Red Fife) أول سلالة، ويمكن زراعة هذا الصنف في الخريف لينبت في أوائل الربيع. ينضج «ريد فايف» قبل أسبوعين تقريبًا وهو قمح أكثر قساوة من أصناف القمح الربيعي الأخرى. أجرى الدكتور تشارلز سوندرز المزيد من التجارب على الصنف «ريد فايف»، وحسَّن قمح «ماركيس»، الذي كان مقاومًا للصدأ ويصل إلى مرحلة النضج خلال 100 يوم. من أنواع القمح الأخرى المزروعة القمح القاسي والقمح المقشور والقمح الشتوي. في السنوات الأخيرة، بدأ المزارعون الكنديون أيضًا بزراعة الأرز.
أٌنشئت إدارة إعادة تأهيل مزارع المروج (PFRA) في عام 1935 لتوفير المساعدة المالية الاتحادية فيما يخص الأزمة الاقتصادية العالمية، وتقدم للمزارعين الأراضي والموارد المائية (مثل الري) ونشاطات الحفاظ على التربة من الانجراف وتنمية الموارد المائية في الأراضي الزراعية الصغيرة. أصدر برنامج ائتمان المَزارع (Farm Credit) قانون القروض الزراعية الكندية لتأمين السندات والأسهم وقروض تنمية الأراضي الزراعية.

### الماشية
جاب 115,000 رأس ماشية السهول الجنوبية في عام 1900. تشمل الثروة الحيوانية تربية الماشية. بدأ استئناس الجاموس والأيائل مؤخرًا صناعة غذائية جديدة. رُبيَت الخراف للحصول منها على كل من الصوف واللحم. تُعد حظائر الأبقار والخنازير جزءًا من ثقافة الثروة الحيوانية. كان العلماء يخطون خطوات متقدمة في أبحاث الخنازير التي نشأت عنها التربية المكثفة للخنازير. تزامن استئناس حيوانات المزرعة المختلفة مع تطوير المجالات والنشاطات المرتبطة بذلك مثل الخلطات العلفية وأساليب الرعاية وتصنيع اللحوم. تتحكم شركتا كارغيل فودز (Cargill Foods) وجيه بي إس (JBS) متعددة الجنسيات في البرازيل بنحو 80% من نشاطات تصنيع اللحوم، وتستحوذ أربع شركات تجارة تجزئة على 72% من مبيعات التجزئة. بين عامي 1921 و2011، أصبحت العمليات الزراعية أكثر تكثيفًا وتخصصًا. انخفض إجمالي عدد مزارع الحيوانات في كندا من 8.1 لكل 100 مواطن إلى 0.6 لكل 100 مواطن. ازداد عدد الخنازير في كندا في تلك المرحلة من 3,324,291 إلى 12,679,104، بينما انخفض عدد مزارع الخنازير من 452,935 إلى 7,371. في عام 2011، كانت صناعة الخنازير هي رابع أكبر صناعة في كندا بعد الكانولا ومنتجات الألبان والأبقار، وبلغت إيراداتها النقدية 3.9 مليار دولار أمريكي. زاد حجم المزارع بشكل كبير أيضًا، فارتفع المتوسط الوطني، ووصل إلى 1,720 خنزير في المزرعة في عام 2011.
عدد حيوانات المزرعة المذبوحة في كندا في عام 2018
| النوع           | العدد       |
| الأبقار         | 3,230,200   |
| العجول          | 234,300     |
| الخنازير        | 21,561,500  |
| الخراف والحملان | 704,000     |
| الدجاج          | 775,196,000 |
| الديك الرومي    | 20,245,000  |

### إنتاج الألبان
مثل الدواجن، يُقيَّد إنتاج الألبان في كندا بموجب نظام إدارة الإمدادات. بلغ عدد المزارعين الذين يعملون في إنتاج الحليب في عام 2016 في كندا 17,840 مُزارعًا.

### الخضار والفواكه
أصبح إنتاج الخضار والفواكه -بما في ذلك الشتول والأزهار- أمرًا سهلًا مع تطوير مناطق تحمل النباتات. تعد زراعة التفاح والكمثرى والخوخ والدراق والمشمش والكرز والفراولة وتوت العليق وتوت لوغان وبساتين الفاكهة من الزراعات المنتشرة ذات الحجم التجاري الكبير في وادي أنابوليس في نوفا سكوتيا، ونيو برونسويك، وكيبيك، وشبه جزيرة نياغرا، ومقاطعة نورفولك في أونتاريو، ووادي أوكاناغان في كولومبيا البريطانية.
يُزرع البندق في كندا الشرقية وكولومبيا البريطانية. يُنتَج شراب القيقب وسكر القيقب وزبدة القيقب وحلوى القيقب في كيبيك على طول نهر سانت لورانس. السوق الرئيسة لشراب القيقب الكندي وسكر القيقب هي الولايات المتحدة. البطاطا هي محصول وفير في المحافظات البحرية. يزرع الشمندر السكري في كيبيك وأونتاريو ومانيتوبا وألبرتا.

#### زراعة كروم العنب
تتطلب كروم العنب شتاءً معتدلًا يمكن أن يوجَد في بعض المناطق البحرية وفي جنوب كولومبيا البريطانية ومقاطعة إسكس وأونتاريو ومناطق من شبه جزيرة نياغرا.

### الدواجن والبيض
يعَد الديك الرومي والدجاج والإوز والبط والبيض جزءًل من نظام إدارة الإمدادات. يفرض نظام إدارة الإمدادات قيودًا على الإنتاج ويزيد النظام الأسعار ويقلص المنافسة بشدة؛ ما يؤدي إلى زيادة أرباح المزارعين من خلال فرض أسعار مرتفعة للدواجن والبيض على المستهلكين. يوجد ما يقارب 3,000 مربي دواجن و1,000 مزارع منتِج للبيض في كندا.

### تربية الأحياء المائية
قُتِل 191,259 طن من الأحياء المائية في أنظمة تربية الأحياء المائية الكندية في عام 2018. بلغت قيمة إجمالي إنتاج الأحياء المائية 1.43 مليار دولار.

### الفراء
تربى حيوانات المنك والثعالب في كندا للحصول على فرائها. بلغت قيمة فراء المنك المنتج في عام 2018 44 مليون دولار. شملت هذه القيمة الفراء المأخوذ من الحيوانات الميتة والفراء المجزوز في الربيع.

### عمليات زراعية أخرى
يُنتج المزارعون في السنوات الأخيرة محاصيل بديلة ذات كفاءة اقتصادية، من بينها محاصيل الزراعة العضوية. القنب وصوف الخراف هي المجالات الرئيسة لإنتاج الألياف في كندا. بلغ إنتاج الصوف في المتوسط 7,267 طن في ثلاثينيات القرن الماضي و4,461 طن في عام 1949. تُصدَّر ألياف الكتان المستخرجة من نبات الكتان إلى المملكة المتحدة. قد يرفد مزارعي المحاصيل دخلهم من خلال تربية النحل وإنتاج الشمع والعسل. حقق أصحاب الأراضي المبادرين نجاحًا في زراعة بذور عباد الشمس وتعبئتها وتسويقها. لا يقتصر استخدام المحاصيل على الاستهلاك البشري، بل يتعداه إلى الاستهلاك الحيواني الذي يفتح سوقًا جديدًا مثل بذور عشبة الفالاريس الكناري (الاسم العلمي: Phalaris canariensis). تربية الأرانب هي أحد مشاريع تربية الحيوانات الأخرى. القنب هو محصول مهم في بعض المناطق، ويشكل 5% من الناتج المحلي الإجمالي لكولومبيا البريطانية. وفقًا لمجلة كولومبيا البريطانية التجارية (BC Business Magazine)، تعود مبيعات المحصول على المقاطعة بمبلغ قيمته 7.5 مليار دولار سنويًا، ويوفر فرص عمل لنحو 250,000 شخص.

### عدد المزارع تبعًا للمقاطعة\المنطقة
| عدد المزارع (بيانات عام 2001) | المقاطعة\المنطقة |
| ألبيرتا                       | 53,653           |
| كولومبيا البريطانية           | 20,290           |
| مانيتوبا                      | 21,071           |
| نيو برونزويك                  | 3,034            |
| نيوفاوندلاند ولابرادور        | 643              |
| نوفا سكوشا                    | 3,923            |
| أونتاريو                      | 59,729           |
| جزيرة الأمير إدوارد           | 1,845            |
| كيبيك                         | 32,139           |
| ساسكاتشوان                    | 50,598           |
| الأقاليم الشمالية الغربية     | 30               |
| نونافوت                       | 0                |
| يوكون                         | 170              |